# 褐䱵
褐䱵（學名：Morwong fuscus）又名褐鰭指䱵、灰唇指䱵，為婢䱵科褐䱵屬的一種，俗名“紅三刀”，曾被歸類唇指䱵科唇指䱵屬。

## 名稱
本魚的種小名拉丁文意為“褐色”，因本魚的體色而得名。

## 分布
本種分佈西太平洋南部，包括澳洲東部沿岸至紐西蘭西北之間的海域，棲息於水深不超過30（98英尺）的礁群地帶，為溫帶魚類。

## 形態
本魚背鰭擁有17條硬棘及30至34條軟棘；臀鰭則有3條硬棘及8條軟棘。
本魚的體長最長可達65.0（25.6英寸）。本魚具一定的性別二態性，雄魚的頭部隆起比雌魚更明顯。
- 褐䱵的亞成體，攝於新南威爾斯州科夫斯港岸外
- 在海綿上休息的成魚

## 生態
本魚成體一般生活在最深達30（98英尺）的裸露岩礁帶，亞成體則生活在近岸礁區的水藻之間。主要以螃蟹、端足類、螺、双壳纲、多毛綱等生活在海底的小型無脊椎動物為食。
本魚居住在岩礁帶，經常組成3到100尾的群體，并終生在固定區域生活，即使被捕抓後放到附近海域，也會游回原來的水域。魚群會在夜間解散，并各自在礁石間尋找庇護所。在清晨或黃昏時最為活躍，為曙暮性動物。在非繁殖季節，魚群數量會比較大。

## 利用
本魚是叉魚活動的捕獵目標之一。

## 保護狀態
由於本魚生長緩慢，又是區域性魚類，為避免被過度撈捕，澳洲的新南威爾斯州及維多利亞州都作了限制，比如每人一日最多只能捕抓5尾䱵魚，且體長不能少過規定長度。
國際自然保護聯盟瀕危物種紅色名錄未評估本魚的保護狀態。